# Cheminée de Grands Bois
La cheminée de Grands Bois est la cheminée d'une ancienne usine sucrière de l'île de La Réunion, département d'outre-mer français dans le sud-ouest de l'océan Indien. Située à Grands Bois, à Saint-Pierre, elle faisait partie de l'usine de Grands Bois, aujourd'hui en ruines. Elle est inscrite en totalité, y compris le terrain d’assiette, à l'inventaire supplémentaire des Monuments historiques depuis le 14 juin 2002,.